# グザーク
グザーク（ロシア語: Гзак）、またはグザー（ロシア語: Гза）は、ドン川のポロヴェツ族連合のハンである。ベルクの子。
『原初年代記』（イパーチー写本）の1169年には、グザークがオレグ一門(ru)と戦い敗北したことについて記述されている。1185年にはコンチャークと同盟し、ルーシの公イーゴリとの戦いに参加した。この戦いで、グザークの子のロマンはイーゴリの弟フセヴォロド・スヴャトスラヴィチを捕らえた。イーゴリとの戦いに勝利した後、グザークはプチーヴリへの襲撃を行った。
『イーゴリ軍記』において、グザークは概してコンチャークと共に言及され、狼にたとえられている。また、『イーゴリ軍記』の終末部においては、婚姻によりイーゴリをつなぎとめようとするコンチャークに対し、グザークは婚姻によってポロヴェツが滅ぶことを憂慮する様が描かれている。